# Cerkiew Przemienienia Pańskiego w Nowym Lublińcu
Cerkiew Przemienienia Pańskiego w Nowym Lublińcu – murowana parafialna cerkiew greckokatolicka, znajdująca się w Nowym Lublińcu. Projekt – architekta Wasyla Nahirnego. 
Cerkiew wzniesiona w 1908, w miejscu starszej, drewnianej cerkwi z 1670, remontowanej w 1770. Należała do greckokatolickiego dekanatu lubaczowskiego, po I wojnie światowej do dekanatu cieszanowskiego.
Do parafii należała filialna cerkiew w Starym Lublińcu.
W roku 1947, po wysiedleniu ludności ukraińskiej w ramach Akcji "Wisła", cerkiew przekazana została pod jurysdykcję kościoła rzymskokatolickiego w Polsce i obecnie jest kościołem filialnym parafii Przemienienia Pańskiego w Starym Lublińcu.
W cerkwi zachowała się wyjątkowa Ikona Bogurodzicy Hodegetrii z XVII w., ozdobiona sukienkami z ażurowymi koronami

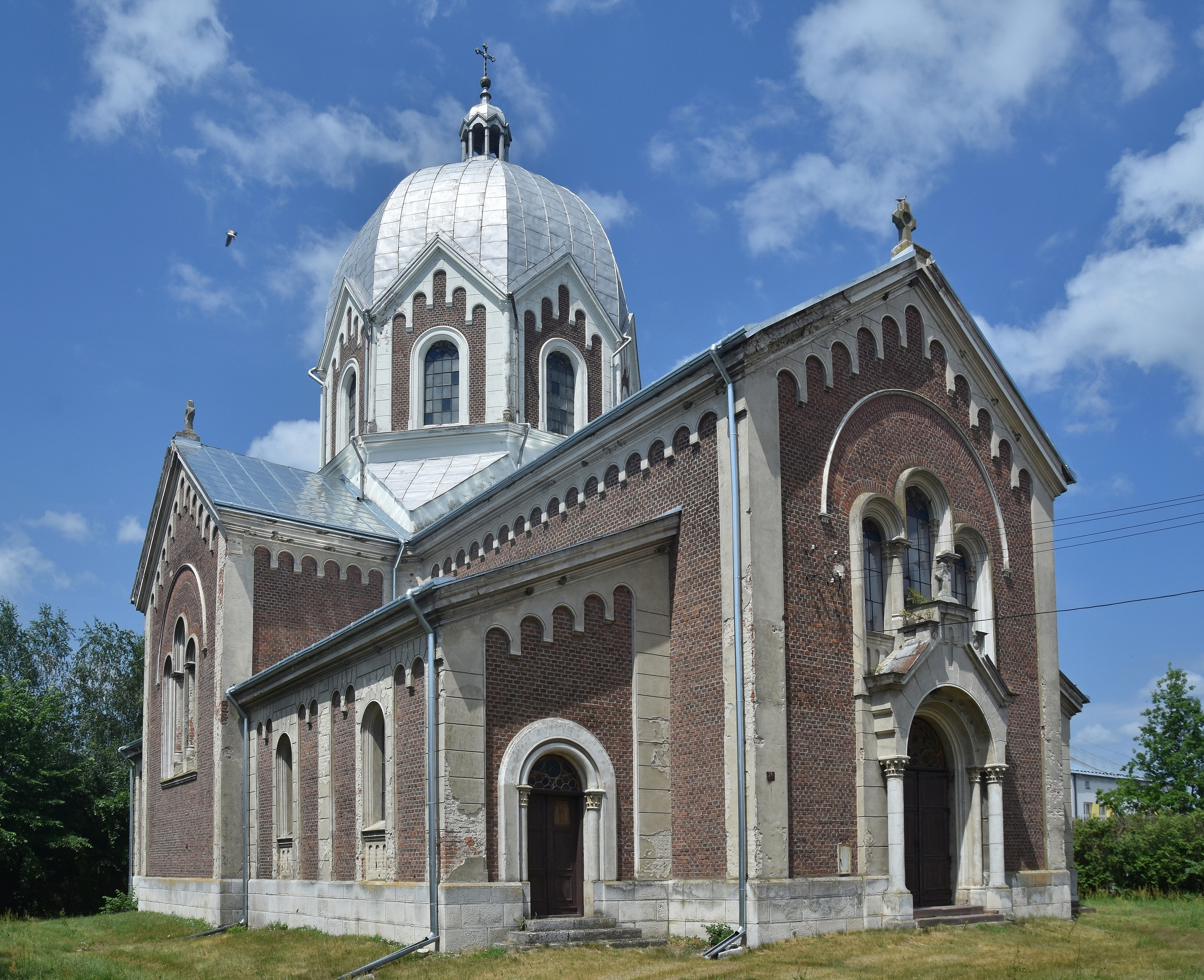
Elewacja południowa
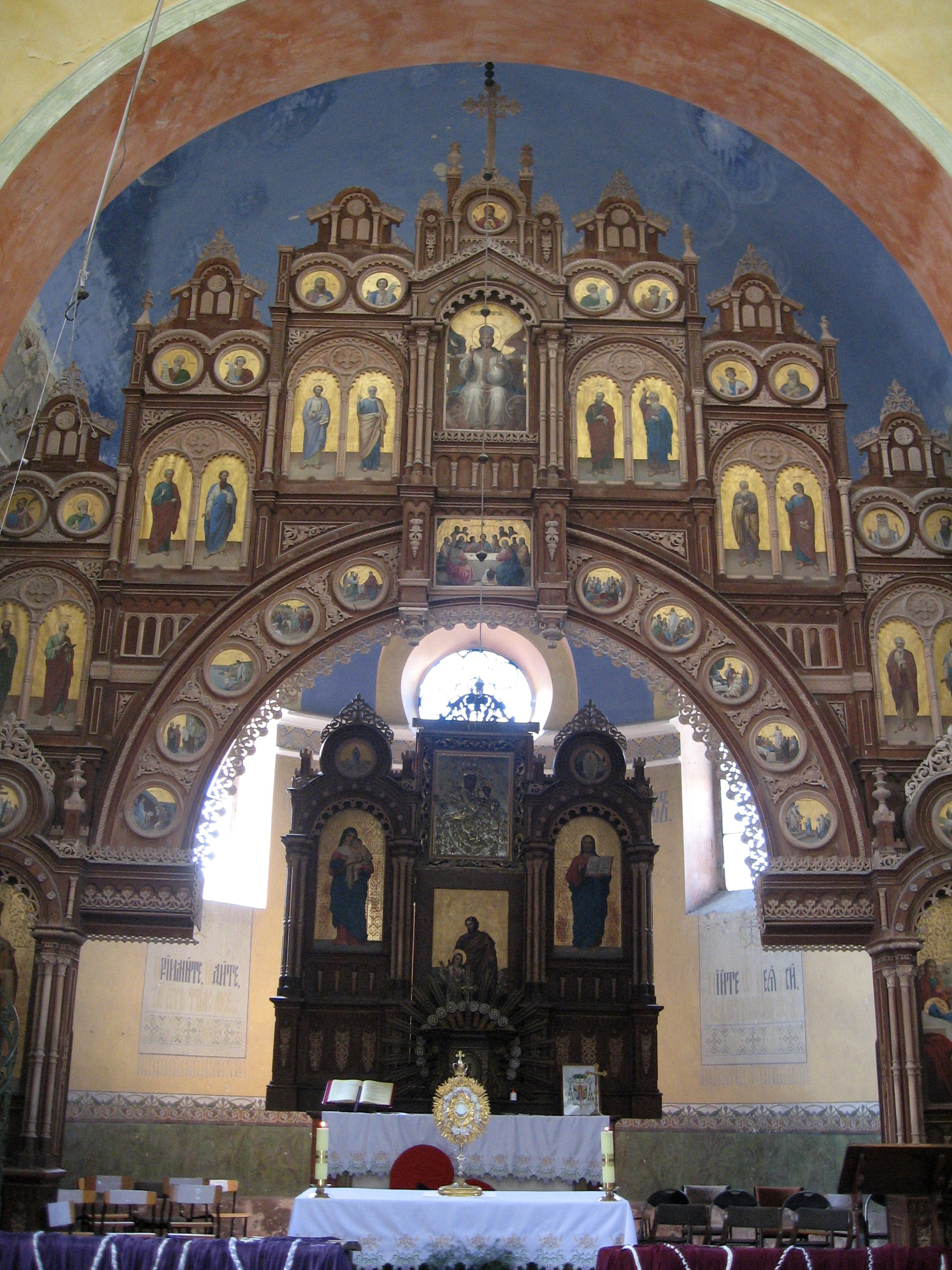
Wnętrze
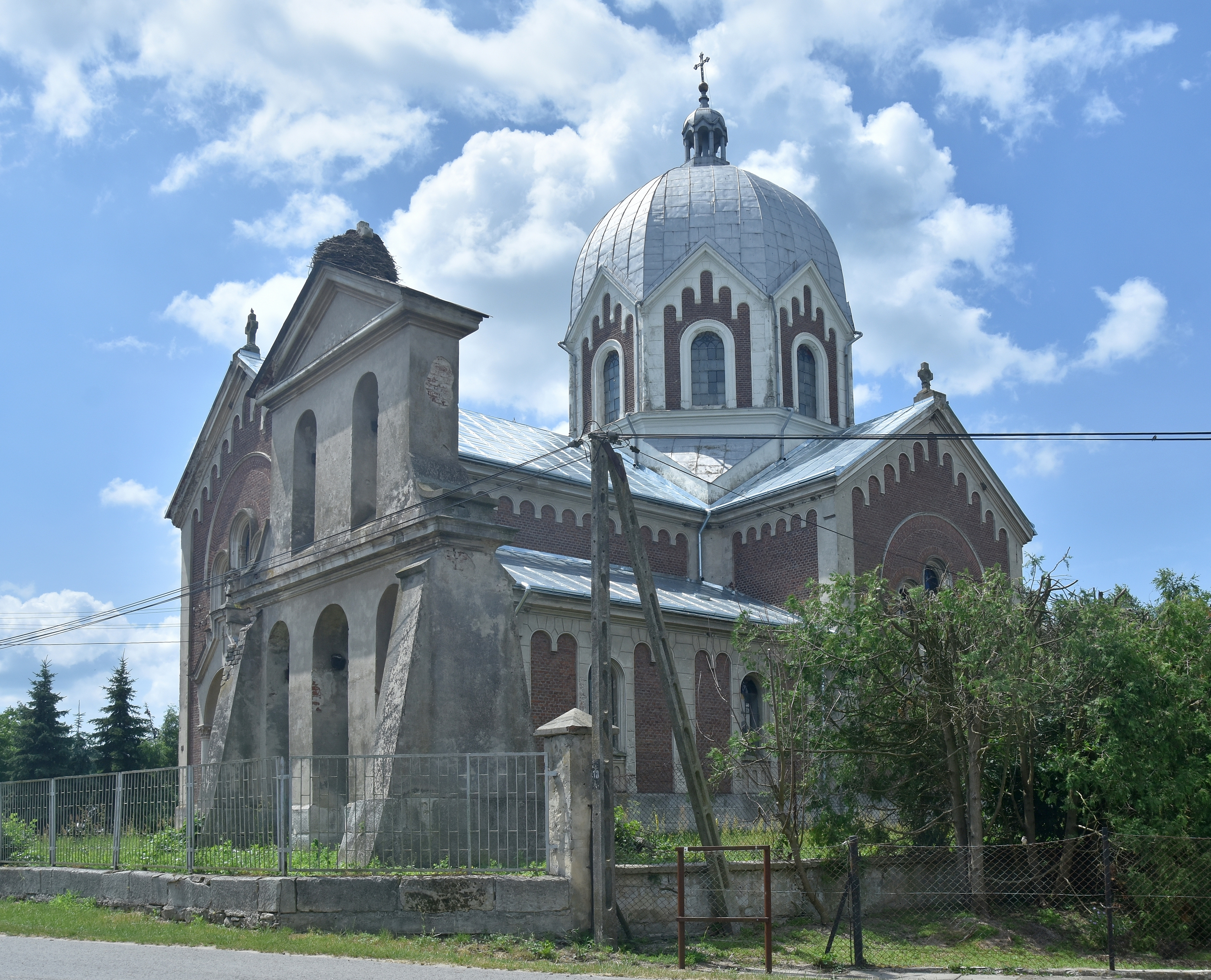
Elewacja północna